# Chapter 2
"Chapter 2" es el segundo episodio de la serie de televisión horror y antología, American Horror Story, el episodio se estrenó el 21 de septiembre de 2016 por el canal estadounidense FX.

## Argumento
Cuando los acosadores comienzan a rodear a Shelby (Sarah Paulson y Lily Rabe), ella huye más hacia los bosques, escondiéndose detrás de un árbol en un esfuerzo por espiarlos. Comienzan a llevar a cabo un ritual en el que un hombre es quemado vivo mientras se viste de cerdo como retribución por los delitos que cometió contra el grupo. Después de completar el ritual, una de la mafia (Lady Gaga) ve a Shelby espiándolos y el resto de la mafia persigue a Shelby, quien huye a la carretera y casi es atropellada por el auto de Lee (Angela Bassett y Adina Porter). Shelby se desmaya en medio de la carretera y se despierta al día siguiente en el hospital con Matt (Cuba Gooding Jr & André Holland), quien promete que encontrarán algún otro lugar para quedarse. Shelby le dice a Matt que el trío de agricultores debe haber creado un engaño elaborado para alejarlos de la propiedad, y que ella y Matt no deberían renunciar a su inversión tan fácilmente.
El exmarido de Lee, Mason (Charles Malik Whitfield) trae a Flora (Saniyya Sidney) a visitar como parte del calendario de custodia de la pareja. Cuando Flora explora la casa, ella comienza a hablar con una chica invisible a quien llama Priscilla y a quien Lee cree que Flora inventó para llamar la atención. Flora le dice a Lee que Priscilla se ofreció a hacerle un muñeco si ella y su familia ayudan a que la sangre se detenga. Luego, Lee oye el sonido de un vaso que se rompe y va a investigar, encontrando un capó en medio de los restos rotos de un jarrón. Más tarde esa noche, Shelby es despertada por los sonidos de chillidos en el bosque. Shelby y Matt investigan, y en el proceso, se separan y pierden. Cuando la pareja se reúne, descubren un tótem masivo que se está quemando en efigie. Los molineros apagan la efigie y llaman a la policía, llevándolos a los restos carbonizados. Shelby acusa al oficial de policía (Colby French) de no preocuparse por su seguridad, y él acepta dejar el coche de policía en la casa 24/7. También publica un boletín de todos los puntos para el trío de agricultores. Satisfecho, Matt y Shelby regresan a casa. Más tarde en la noche, Matt es despertado por el teléfono que suena abajo. Encuentra un gancho para carne en el suelo junto al teléfono y una voz sin cuerpo en el otro extremo de la línea. Luego, Matt experimenta una visión perturbadora de dos enfermeras (Maya Rose Berkos y Kristen Rakes) matando a una anciana (Irene Roseen) con un disparo en la cabeza por negarse a tomar su medicina envenenada. Las enfermeras se ríen de forma maníaca y pintan con aerosol la letra "M" en la pared ensangrentada, diciendo que la "M" es para Margaret.
Mientras tanto, en la casa, Lee observa a las dos enfermeras observándola y ve visiones inquietantes. Durante su investigación, Matt y Shelby descubren un video grabado por uno de los dueños anteriores de la casa, el Dr. Elias Cunningham (Ric Sarabia y Denis O'Hare como re-enactor). El Dr. Cunningham describe las mismas fuerzas malévolas que lo persiguen que la pareja ha estado experimentando y que estaba estudiando la historia de las enfermeras, Miranda y Bridget Jane. Las hermanas mataron a sus pacientes de la casa de retiro basándose en las primeras letras de los nombres de las víctimas, deletreando la palabra inacabada "Asesinato". Los inquilinos subsiguientes experimentaron la constante reaparición de la palabra en la pared, y Matt corre para descubrir la misma palabra de la cocina que está debajo del papel tapiz. El Dr. Cunningham continúa describiendo que las fuerzas oscuras de la casa y los bosques fueron lo que detuvo a las enfermeras, y continúa documentando la actividad paranormal dentro de la casa. La imagen final en la cinta es que fue sorprendido por una mujer detrás de él en un espejo. Un ruido repentino hace que Matt y Shelby huyan de la habitación, donde encuentran una cuchilla ensangrentada recién encajada en la puerta batiente. Para su gran molestia, también descubren que el banco no devolverá el dinero con el que compraron la casa a pesar de no advertirles sobre el horrible pasado de la casa. Cuando el agente del banco (Jonathan Pessin) se va, Lee llega con Flora. Shelby lleva a Flora a otra habitación para que ella, Lee y Matt puedan hablar. Shelby habla con Mason por teléfono y desactiva la tensa situación entre él y Lee. Mientras Shelby se distrae en el teléfono, Flora es invitada afuera por una misteriosa figura. Cuando los adultos no pueden encontrar a Flora, la buscan frenéticamente en la casa y luego en el bosque, lo que lleva al sorprendente descubrimiento de la sudadera con capucha de Flora en la parte superior de un enorme pino que se eleva sobre ellos.

## Recepción
"Chapter 2" fue visto por 3.27 millones de personas durante su transmisión original, y obtuvo una calificación de 1.8 en la franja de 18 a 49 años.
El episodio recibió un índice de aprobación del 64% en Rotten Tomatoes, con una puntuación promedio de 6.1 / 10. El consenso crítico opinó: "La verdadera premisa  que surge en el "Chapter 2" se ve socavada por una exposición superficial que daña su credibilidad, incluso en el contexto de American Horror Story.